# 金昭怡
金昭怡（韓語：김소이，1971年2月23日—），韓國女演員。於1991年透過MBC電視臺第21期公開面試而加入演藝人行列。畢業於漢陽大學國樂學系。曾主演多套電視劇，當中比較知名的有在《大長今》裡飾演閔尚宮，及在《不滅的李舜臣》的演出。

## 個人生活
1996年，在與一位骨科醫生交往兩年後，他們於1998年結婚，但因性格差異於2006年離婚。

## 作品列表

### 電視劇
- 1992年:MBC《憤怒的王國（朝鲜语：분노의 왕국）》
- 1992年:MBC《兩姊妹（朝鲜语：두 자매）》
- 1992年:MBC《我們的天堂（朝鲜语：우리들의 천국）》
- 1993年:MBC《女人的男人（朝鲜语：여자의 남자）》飾演米拉
- 1994年：MBC《綜合醫院（朝鲜语：종합병원 (드라마)）》
- 1995年：KBS《張綠水》
- 1995年：MBC《真實》
- 1997年: MBC《我》飾演李老師
- 1998年: MBC《與敵共存》
- 1998年: MBC《六個孩子》 飾演 達來媽媽
- 1999年: MBC <鄉村日記>飾演 淑怡
- 2000年：SBS《總是想見你》
- 2001年: KBS2《夫妻診所愛與戰爭（朝鲜语：부부클리닉 사랑과 전쟁）》
- 2003年：MBC《大長今》閔桂烈尚宮
- 2003年：MBC《用生命去愛你》
- 2004年：SBS《想結婚的女子》飾演 高熙淑
- 2004年：KBS《不滅的李舜臣》
- 2005年：MBC《春日的微笑》
- 2006年SBS迷你劇《單一世界》
- 2007年：MBC《李祘》飾演 金貞今尚宮
- 2008年：MBC《綜合醫院2》飾演 馬尚美
- 2010年：MBC《同伊》飾演 奉末今尚宮
- 2013年：tvN《鄰家花美男》飾演 鄭琳
- 2013年: MBC《關島許俊》飾演河東大
- 2015年：MBC《華政》飾演 崔尚宮

### 電視節目
MBC
《찾아라! 맛있는 TV》 第116期
《周日之夜》 第751期
《전파견문록》 第215期
SBS
《挑戰！1000曲》 第149期、218期
《早上好》 第2098期、2466期
KBS
《사랑의 리퀘스트》 第536期
《비타민》 第119期、124期、131期、
《明星金鐘》 第41期
《TV쇼 진품명품》 第508期
《여유만만》 20050124
《TV는 사랑을 싣고》 第540期
《체험 삶의 현장》 第551期

## 廣告代言
AURA的形象代言人
《성주참외 참별미소》（甜瓜）
《학원홍보 for 한일자동차학원》（駕校）
《무얼드실까요 for 롯데삼강》（樂天三江）
《한독약품》（德國藥品）
《순수한게 좋아편 for 서울우유》（漢城牛奶）
《Miniderm Repair Cream》
《ハイドロキノン配合美容液》
《三寶「真竹塩」》
1. ↑  .   [2015-06-07]. （原始内容存档于2015-11-03）.